# Perfect (Fairground Attraction-låt)
Perfect är en låt av det brittiska bandet Fairground Attraction. Låten släpptes på singel i mars 1988 och blev en stor hit i Storbritannien, Sydafrika och många andra länder. Låten skrevs av Mark Nevin.